# Elke Wölfling
Elke Wölfling (* 27. November 1971) ist eine ehemalige österreichische Hürdenläuferin, die sich auf die 100-Meter-Distanz spezialisiert hatte.
Bei den Leichtathletik-Halleneuropameisterschaften 2000 in Gent wurde sie Siebte über 60 m Hürden.
Jeweils siebenmal wurde sie nationale Meisterin über 100 m Hürden (1994, 1996–2000, 2003) und über 60 m Hürden in der Halle (1992, 1995–1997, 1999, 2000, 2003).
Zwischen 2003 und 2004 war sie Heeressportlerin im Heeressportzentrum des Österreichischen Bundesheers.

## Persönliche Bestleistungen
- 60 m (Halle): 7,50 s, 15. Februar 2003, Linz
- 100 m: 11,64 s, 9. August 2003, Salzburg
- 60 m Hürden (Halle): 8,16 s, 1. März 2003, Linz
- 110 m Hürden: 13,09 s, 26. Juli 2003, Wolfsberg